# Микропроцессорный комплект серии КР580
Микропроцессорный комплект серии КР580 — набор микросхем, аналогичных набору микросхем Intel 82xx. Использовался в советских компьютерах СМ-1800, Радио-86РК, Микроша, Специалист, Львов, Корвет, Вектор, Орион-128 и др. Комплект выполнен на основе n-МОП технологии. Большинство микросхем является аналогами чипов серии MCS-85 фирмы Intel.
Для военных нужд выпускались аналогичные микросхемы серии 580 (приёмка «5»).

## Микросхемы комплекта
| ИМС                           | Индекс оригинальной микросхемы Intel | Функциональное назначение ИМС                                           |
| ----------------------------- | ------------------------------------ | ----------------------------------------------------------------------- |
| КР580ВМ80А                    | 8080A                                | однокристальный 8-разрядный центральный процессор                       |
| КР580ВМ1                      |                                      | 8-разрядный центральный процессор                                       |
| КР580ВА86                     | 8286                                 | 8-разрядный шинный формирователь без инверсии                           |
| КР580ВА87                     | 8287                                 | 8-разрядный шинный формирователь с инверсией                            |
| КР580ВА93                     | 8293                                 | приёмопередатчик системы микропроцессор — канал общего пользования      |
| КР580ВБ89                     | 8289                                 | арбитр шины                                                             |
| КР580ВВ51А                    | 8251A                                | контроллер последовательного ввода-вывода                               |
| КР580ИК55, позднее КР580ВВ55А | 8255A                                | программируемый контроллер параллельного ввода-вывода                   |
| КР580ВВ79                     | 8279                                 | программируемый контроллер клавиатуры и индикации                       |
| КР580ВВ79Д                    | 8279-5                               | программируемый контроллер клавиатуры и индикации                       |
| КР580ВГ18                     | 8218                                 | контроллер шины                                                         |
| КР580ВГ75                     | 8275                                 | программируемый контроллер дисплея                                      |
| КР580ВГ76                     | 8276                                 | программируемый контроллер дисплея                                      |
| КР580ВГ92                     | 8292                                 | контроллер интерфейса системы микропроцессор — канал общего пользования |
| КР580ВИ53                     | 8253                                 | программируемый интервальный трёхканальный таймер/счётчик (2,0 МГц)     |
| КР580ВИ53Д                    | 8253-5                               | программируемый интервальный трёхканальный таймер/счётчик (2,5 МГц)     |
| КР580ВК28                     | 8228                                 | системный контроллер и шинный формирователь                             |
| КР580ВК38                     | 8238                                 | системный контроллер и шинный формирователь                             |
| КР580ВК91А                    | 8291A                                | интерфейс системы микропроцессор — канал общего пользования             |
| КР580ВН59                     | 8259                                 | программируемый контроллер прерываний                                   |
| КР580ВР43                     | 8243                                 | расширитель ввода-вывода                                                |
| КР580ВТ42                     | 3242                                 | адресный мультиплексор и счётчик регенерации динамического ОЗУ          |
| КР580ВТ57                     | 8257                                 | программируемый контроллер прямого доступа к памяти (ПДП)               |
| КР580ГФ1                      |                                      | генератор сигналов специальной формы                                    |
| КР580ГФ24                     | 8224                                 | генератор тактовых импульсов                                            |
| КР580ИР82                     | 8282                                 | 8-разрядный регистр-защёлка без инверсии                                |
| КР580ИР83                     | 8283                                 | 8-разрядный регистр-защёлка с инверсией                                 |